# Acalypha simplicistyla
Espèce
Acalypha simplicistyla est une espèce de plantes à fleurs de la famille des Euphorbiaceae. C'est un arbuste natif du nord du Pérou.